# Ambito Fluviale del Livenza
Ambito Fluviale del Livenza este o arie protejată (arie de protecție specială avifaunistică — SPA) din Italia întinsă pe o suprafață de 1.061 ha, integral pe uscat.

## Localizare
Centrul sitului Ambito Fluviale del Livenza este situat la coordonatele 45°49′26″N 12°34′31″E / 45.823751°N 12.575166°E.

## Înființare
Situl Ambito Fluviale del Livenza a fost declarat arie de protecție specială avifaunistică în august 2003 pentru a proteja 17 specii de animale.

## Biodiversitate
Situată în ecoregiunea continentală, aria protejată conține 3 habitate naturale: Cursuri de apă de la nivel de câmpie la nivel montan, cu vegetație Ranunculion fluitantis și Callitricho-Batrachion, Păduri aluvionare cu Alnus glutinosa și Fraxinus excelsior (Alno-Padion, Alnion incanae, Salicion albae), Liziere de ierburi înalte hidrofile de câmpie și de nivel montan până la alpin.
La baza desemnării sitului se află mai multe specii protejate:
- păsări (11): pescăruș albastru (Alcedo atthis), chirighiță neagră (Chlidonias niger), erete de stuf (Circus aeruginosus), cristeiul de câmp (Crex crex), stârc pitic (Ixobrychus minutus), sfrâncioc roșiatic (Lanius collurio), stârc de noapte (Nycticorax nycticorax), ciocănitoarea verde (Picus viridis), cresteț pestriț (Porzana porzana), rață cârâitoare (Spatula querquedula), fluierar de mlaștină (Tringa glareola)
- amfibieni (2): izvoraș-cu-burta-galbenă (Bombina variegata), Rana latastei
- pești (4): Alosa fallax, Lethenteron zanandreai, Sabanejewia larvata, Salmo marmoratus

Pe lângă speciile protejate, pe teritoriul sitului au mai fost identificate 2 specii de plante, 2 specii de mamifere.